# SAR 24
SAR 24 ist der Funkrufname des Search-and-Rescue-Hubschraubers der Bundeswehr auf dem Marinefliegerstützpunkt Warnemünde. Die Maschine vom Typ Westland Sea King Mk 41 ist mit einer Rettungswinde sowie einem Wetterradar ausgestattet. Der SAR 24 kann rund um die Uhr eingesetzt werden. Der SAR 24 gehört zur SAR-Staffel des Marinefliegergeschwader 5 (MFG 5), welches am Fliegerhorst Nordholz stationiert ist. Die Marine betreibt zwei Kommandos des SAR-Dienstes See (Helgoland und Warnemünde) für militärische Zwecke und im Rahmen internationaler Bestimmungen in Deutschland im Auftrag des Bundesverkehrsministeriums. Das Einsatzgebiet umfasst die Bundesländer Schleswig-Holstein, Hamburg und Mecklenburg-Vorpommern, die deutschen Hoheitsgewässer und Inseln sowie das Gebiet des deutschen Festlandsockels.

## Aufgaben
Zu den Aufgaben zählen Einsätze im Rahmen von Search and Rescue zum Beispiel die Rettung von Verletzten oder erkrankten Personen mittels der Rettungswinde. Weiterhin finden die Rettungseinsätze über See mangels alternativer Rettungsmöglichkeiten oftmals auch unter sehr schwierigen Wetterbedingungen statt. Koordiniert werden die Einsätze vom Rescue Coordination Centre als SAR-Leitstelle der Marine in Glücksburg.

## Besatzung und Ausrüstung
Zur Besatzung des SAR-Hubschraubers gehören zwei Piloten, ein Luftfahrzeugoperationsoffizier und ein Bordmechaniker mit medizinischem Ausbildungsstand.